# Teleki téri zsinagóga
A Teleki téri zsinagóga (gyakran: Teleki téri csortkovi imaház) a Józsefvárosban, azaz Budapest VIII. kerületében, a Teleki téren található ortodox zsinagóga.

## Története
A főváros egyetlen, máig működő, eredetileg is haszid, szefárd (spanyol) rítusú imaháza. Ez az úgynevezett „csortkovi” zsinagóga, melyet az Osztrák–Magyar Monarchia területén található Csortkiv (lengyelesen Czortków, ma Ukrajna)  környékéről az első világháborút követően áttelepülő haszidok alapítottak. Csortkovból származtak a később Frankfurtba került Rotschildok is. A csortkovi „csodarabbi” egyik leszármazottja pedig ma Münchenben működik rabbiként. A zsinagóga tehát nem a spanyol eredetű zsidók imádságos helye volt: nyelve, imarendje, szokásai csak annyiban térnek el az askenáz minhágtól (liturgiától), amennyit a haszidizmus a törökországi „szfaradiktól” vett át, elsősorban az észak-izraeli Cfát (Safed) városában élt korabeli kabbalistától, Jichák Lurja Askenázitól a „szent oroszlántól”.
Az imaház két földszinti lakás egybenyitásával kialakított vallási és közösségi tér, amely kb. az 1920-as évek eleje óta üzemel.
Az imaházban forgatták többek közt Jancsó Miklós operatőr 1994-ben készült Kövek üzenete című művét is.
2013-ban Oprah Winfrey stábja a Belief c. sorozat első részét az imaházban vette fel, amit 2015 októberében vetítettek világszerte az OWN csatornán.